# Farrandu Ettori
Farrandu Ettori (Bastia, Còrsega, 1919 - 2001) fou un historiador i professor universitari cors. Era originari de l'Alta Rocca, a la comarca del Turri.
Ha estat director del Centru di i Studii Corsi d'Ecchisi i membre del directori de la Universitat de Corti, de la que n'ha estat un dels promotors, des del 29 de maig del 1975. S'ha dedicat a la recerca i ha analitzat l'evolució històrica de Còrsega i ha col·laborat amb la revista Rigiru i amb el CIEMEN en divulgar el fet cors.

## Obres
- L'Anthologie des expressions corses (1984)
- La maison de la Rocca (1999).
- Mémorial des Corses (1945 - 1980)